# Милан Андрејевић
Милан Андрејевић (Краљево, 24. новембар 1853 – Драч, 12. јануар 1916) био је пуковник српске војске и министар војни.

## Биографија
Милан Андрејевић је рођен у Краљеву 24. новембра 1853. године. Основну школу је похађао у Крагујевцу, а потом пет разреда гимназије у Крагујевцу и Београду. Завршио је IX класу Артиљеријске школе у Београду 1874. године, и то као дванаести у рангу. Учествовао је у српско-турском рату као ађутант Ваљевске бригаде. Учествовао је у борбама на Бабиној глави и код Великог Извора, око Зајечара и код Тешнице. За пешадијског потпоручника произведен је 1874, за поручника 1876, за капетана друге класе 1880, а за капетана прве класе 1883. године. Мајор је постао 1887. године, потпуковник 1892, а пуковник 1897. године. Служио је у гарнизонима у Београду, Пожеги, Нишу и Ваљеву.
Од 1883. до 1885. био је административни официр Војне академије. Милан Андрејевић постављен је 6. новембра 1890. године за команданта питомаца Војне академије. У српско-бугарском рату 1885. године, командовао је Другим батаљоном Шумадијске дивизије. Потом је, од 1886. до 1901. командовао у неколико разних пешадијских батаљона, бригада и пукова. Током 1901. био је референт и инспектор пешадије при Министарству војном. Од 1903. до 1907. године командовао је прво Дринском дивизијском облашћу, а потом Дунавском дивизијом и Моравском дивизијском облашћу. Године 1907. пензионисан је на сопствену молбу и преведен у резерву.
У активну службу је враћен у време Балканских ратова, током којих се налазио на челу Шумадијске дивизијске области. У Првом светском рату предводио је Другу депоовску команду и био је председник преког војног суда. Током мирнодопских периода предавао је више предмета на Војној академији у Београду (1880-1885. и 1889-1890). Био је војни министар у влади Саве Грујића (1903—1904). Погинуо је у Првом светском рату у албанском граду Драчу, од бомбе бачене из непријатељског авиона.
Одликован је Таковским крстом II, III, IV и V степена, Карађорђевом звездом III степена, Oрденом Белог орла IV и V степена, Орденом Светог Саве II и III степена, Медаљом за храброст и војничке врлине, Сребрном медаљом за ревносну службу, споменицама из ратова 1876-78, 1885, 1912/13. и румунским Oрденом румунске круне.